# Termes anatòmics del moviment
El procés de moviment, es descriu usant termes anatòmics específics. Inclou el moviment dels òrgans, articulacions, extremitats, i les seccions específiques del cos. La terminologia utilitzada descriu aquest moviment d'acord amb la seva direcció pel que fa a la posició anatòmica de les articulacions. Els anatomistes utilitzen un conjunt unificat de termes per descriure la majoria dels moviments, encara que altres termes, més especialitzats, són necessaris per a descriure la singularitat d'alguns moviments com els de les mans, els peus i els ulls.
En general, el moviment es classifica en referència al pla anatòmic. La flexió i l'extensió són exemples de moviments angulars, en què els dos eixos d'una articulació acosten o allunyen els extrems. El moviment de rotació pot ocórrer en altres articulacions, per exemple l'espatlla, i es descriuen com a intern o extern. Altres termes, com ara l'elevació i la depressió, es refereixen al moviment per sobre o per sota del pla horitzontal. Molts termes anatòmics deriven de termes llatins amb el mateix significat.

## Moviments generals

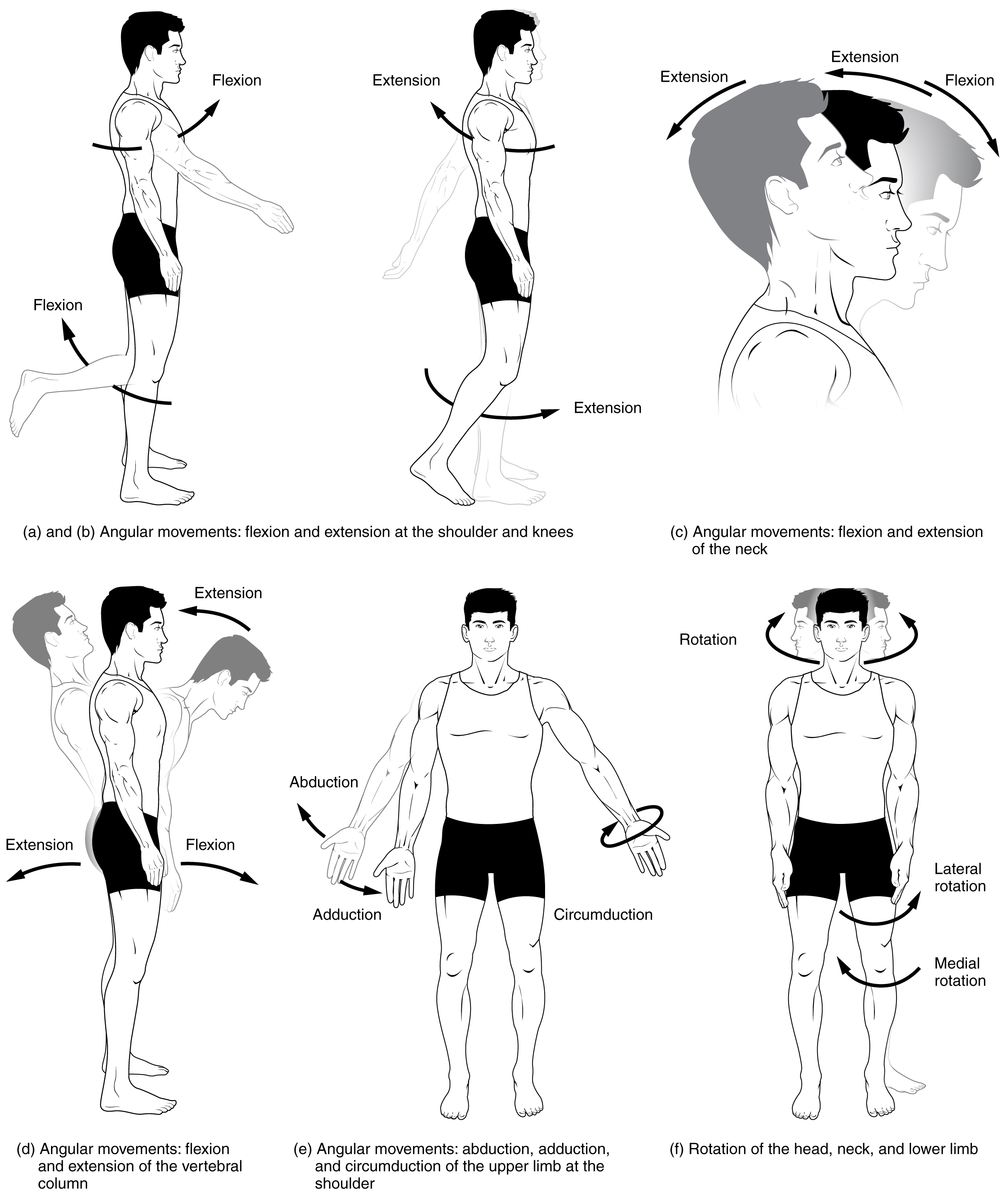

Aquests són termes generals que es poden utilitzar per descriure la majoria dels moviments que el cos produeix. La majoria dels termes en tenen un d'oposat, i així es tracten de dos en dos.

### Flexió i extensió
El moviment de flexió-extensió es fa al voltant de l'eix transversal (dreta-esquerra) i sobre un pla sagital.
- Flexió → disminució de l'angle entre dos ossos o zones.
- Extensió → augment de l'angle entre dos ossos o zones. A vegades, una hiperextensió pot provocar traumatismes.

En l'extremitat superior, els músculs flexors són anteriors i els extensors són posteriors. En canvi, en l'extremitat inferior, els músculs flexors són posteriors i els extensors són anteriors.

### Abducció i adducció
El moviment d'abducció-adducció (ABD-ADD) es fan al voltant de l'eix antero-posterior i sobre un pla frontal (en les mans i els peus, l'eix del mig passa a estar en el dit cor):
- Abducció → separació de l'eix del mig (referit al cos, mà o bé peu).
- Adducció → aproximació a l'eix del mig.

### Elevació i depressió
- Elevació – Depressió → Passa a l'esquena. Elevar significa pujar l'esquena cap amunt i la depressió significa baixar l'esquena cap a baix.

### Rotació
El moviment de rotació es fa al voltant de l'eix vertical i sobre un pla transversal:
- Rotació interna → s'apropa al centre del cos.
- Rotació externa → S'allunya del centre del cos.

## Altres

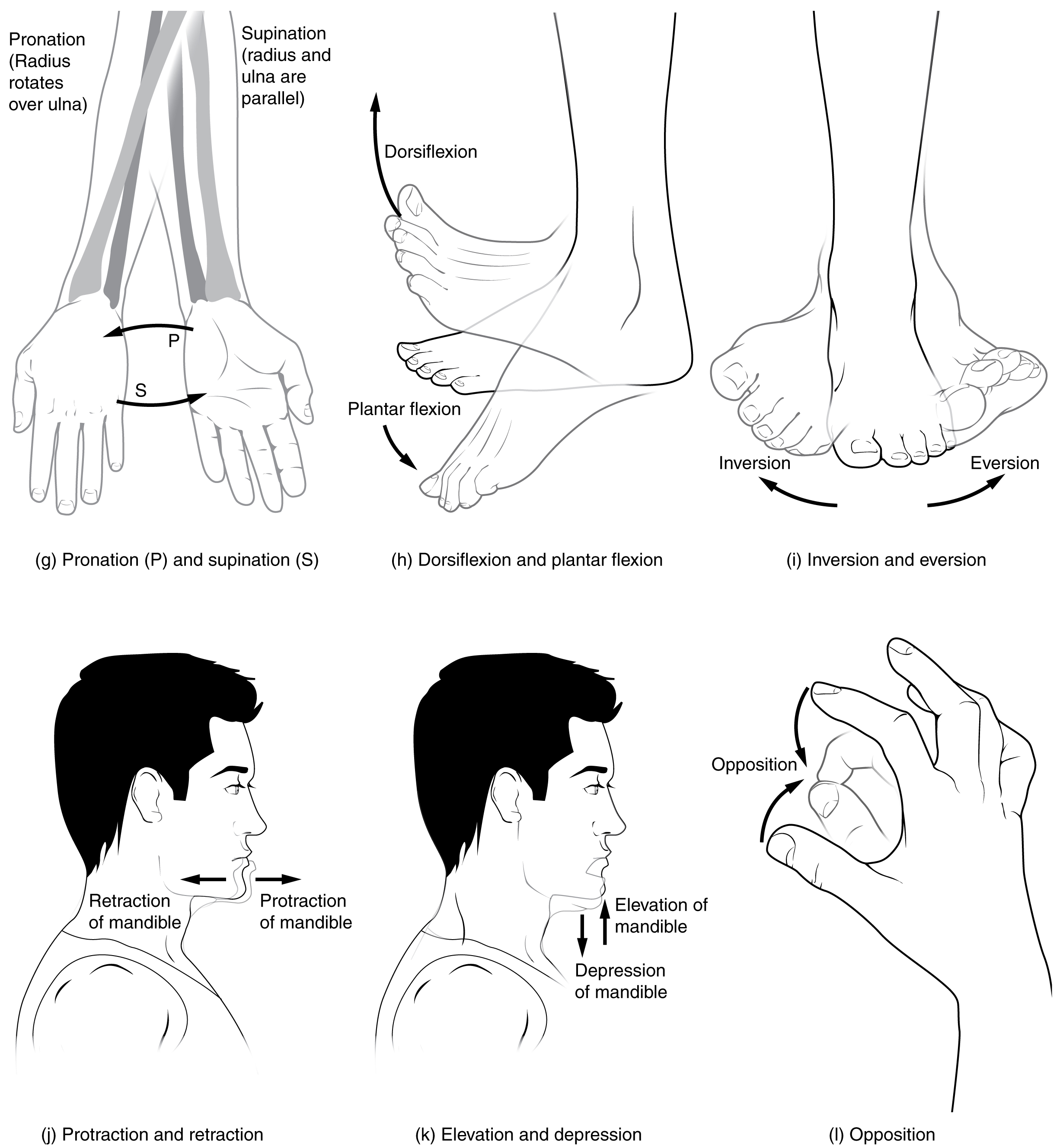

Però existeixen altres moviments, típics de les articulacions concretes, com ara:
- Pronació – Supinació → Ho fa l'avantbraç i la mà o el peu.
  - Pronació: La pronació consisteix a moure el palmell de la mà cap a baix i la supinació és moure el palmell de la mà cap amunt. La pronació és el moviment de rotació del peu en caminar o córrer. Normalment, el contacte es fa amb el taló o la part exterior posterior del peu i el peu gira fins a la propulsió que es fa amb el dit gros o la part interior anterior del peu. Les persones amb peus plans i d'altres tenen tendència a fer una pronació excessiva i això pot produir a la llarga lesions als genolls, tendinitis d'Aquil·les i fasciïtis plantar. Aquestes persones han de fer servir sabates amb control de pronació per a evitar lesions. La pronació també es pot referir al moviment de l'avantbraç.
  - Supinació: La supinació seria a l'inrevés, quan la majoria del pes el porta la part exterior de la planta del peu.[2][3] Relacionat amb això, el peu var és una "deformitat en què el peu està desviat en supinació i recolza a terra pel cantell extern",[4] que vindria a ser una condició més permanent que no pas una descripció de la forma de caminar o córrer.
  - En termes resumits i en referència al peu, es pot dir que el peu pronador és la petjada en el qual el pes recau en l'interior de la planta del peu, mentre que el peu supinador és la petjada en que el pes recau en l'exterior de la planta del peu.[5][6]

- Inversió – Eversió → Passa al peu. L'eversió és quan la planta del peu mira cap a fora i la inversió és quan la planta del peu mira cap endins.
- Flexió dorsal – Flexió plantar → Passa al peu. La flexió plantar és flexionar el peu per posar-te de “puntetes”. En canvi, la flexió dorsal és flexionar el peu cap amunt com si els dits del peu senyalessin cap amunt.
- Anteversió – Retroversió → És quan els òrgans o estructures es recolzen en el seu eix transversal, s'inclinen cap endavant (anteversió) o cap enrere (retroversió).
- Antepulsió – Retropulsió → Passa en un pla sagital. És la projecció cap endavant (antepulsió) o cap enrere (retropulsió). És típica de l'espatlla.
- Protusió – Retrusió → Passa en la mandíbula. La protusió és el moviment de moure la mandíbula cap endavant i la retrusió és moure la mandíbula cap endins.
- Inclinació → Passa al tronc. Inclinar cap a un costat significa moure el tronc cap a un costat (la part inferior del tronc es queda quieta).
- Circumducció → Ho fan les articulacions amb superfície esfèrica. És la suma de tots els moviments i de tots els plans. La més característica és el glen humeral.
- Oposició – Reposició → passa en la mà. L'oposició és apropar el dit gros als altres dits i la reposició és tornar a la posició anatòmica.